# KahelOS
Kahel OS – dystrybucja systemu Linux, oparta na Arch Linux, domyślny menadżer okien to GNOME.